# Kungssången
Kungssången (A Canção do Rei), também conhecido pelo seu primeiro verso, Ur svenska hjärtans djup en gång (Do fundo dos corações suecos), é o hino real da Suécia, que existe concomitantemente com seu hino nacional não-oficial, Du gamla, Du fria. É cantado em ocasiões tais como o aniversário do rei, a abertura anual do Riksdag e a cerimônia do Prêmio Nobel.
A letra foi escrita por Carl Vilhelm August Strandberg e a música, composta para um coro masculino em quatro partes, é de autoria de Otto Lindblad. Kungssången substituiu o hino real anterior, Bevare Gud vår kung, que era cantado à melodia do hino britânico, God Save the King. Foi tocado pela primeira vez em 5 de dezembro de 1844 em Lund, numa festa organizada pela universidade local para celebrar a ascensão do rei Óscar I, mas só foi adotado oficialmente em 1893.
Normalmente, só a primeira e quinta estrofes são cantadas (e na presença do rei somente a primeira). As outras três estrofes são raramente cantadas.